# جورج تي سيمون
جورج تي سيمون (بالإنجليزية: George T. Simon)‏ هو عازف جاز أمريكي، ولد في 9 مايو 1912 في نيويورك في الولايات المتحدة، وتوفي بنفس المكان في 13 فبراير 2001.

## وصلات خارجية
- جورج تي سيمون على موقع ميوزك برينز (الإنجليزية)
- جورج تي سيمون على موقع ديسكوغز (الإنجليزية)